# Брондбю (футбольний клуб)
Брондбю (дан. Brøndby IF) — данський футбольний клуб з комуни Бреннбю в передмісті Копенгагена.

## Історія
«Брондбю» розпочав відлік своєї історії у 1964 році як аматорський клуб у шостому дивізіоні Данії з одинадцяти, у Серії 1, коли вони фінішували у перших двох сезонах на четвертому місці. У ранні роки існування клубу гравцем, що найбільш виділяється, був колишній доктор медичних наук Пер Бьеррегорд, Який за сумісництвом був на той момент капітаном команди. 1967 року головний тренер клубу Лейф Андерсен вивів клуб у Зеландсерієн, а вже через кілька років новий тренер Джон Сіндінг виграв путівку до Данмарксерієну — четвертого дивізіону Данії.
У 1973 році Пер Бьєррегорд завершив свою ігрову кар'єру, незважаючи на вік у 27 років, і став президентом «Брондбю» — до речі, він обіймав цю посаду 36 років поспіль. Перше, що він зробив - звільнив Сіндинга і призначив головним тренером гравця збірної Данії Фінна Лаудрупа, який привів у команду свого зведеного брата Еббе Сковдаля, а також посприяв приходу в команду своїх синів Браяна та Мікаеля. Але незабаром, у 1976 році, Фін покинув команду, а через рік за ним пішов Мікаель.
1977 року «Брондбю» піднявся до другого дивізіону. Через чотири роки Пер Бьєррегорд посприяв поверненню в клуб Фінна Лаудрупа, і в сезоні 1981/82, забивши 85 голів у 30 матчах, клуб піднявся в елітний дивізіон чемпіонату Данії. Тоді ж завершив свою кар'єру гравця Фінн Лаудруп, але 1982 року в команду повернувся його син Мікаель Лаудруп.
Свій перший матч в елітному дивізіоні «Брондбю» виграв з рахунком 7:1, обігравши клуб «Б-1909». Дубль на свій рахунок записав Мікаель Лаудруп, який через якийсь час був викликаний до національної збірної, а 15 червня 1982 зіграв свій перший матч у футболці національної команди і став першим гравцем «Брондбю», який був заграний у матчах збірної Данії. У сезоні 1982/83 клуб фінішував на 4-му місці, а лідер команди Мікаель Лаудруп став третім у списку бомбардирів, забивши 15 м'ячів, що принесло йому звання Футболіста року, а сам він у 1983 році був проданий у «Ювентус». Цей трансфер досі залишається рекордним для всього данського футболу.
Перший титул чемпіона Данії «Брондбю» завоював у 1985 році, а через рік взяв участь у Кубку європейських чемпіонів, розгромивши у першому матчі турніру угорський «Гонвед» з рахунком 4:1.
У 1980-х роках, а також на початку 90-х, «Брондбю» домінував у данському футболі, не опускаючись нижче за друге місце до 1992 року. До речі, ядро збірної Данії, яка виграла Євро - 1992, складали гравці, які раніше виступали і грали на той час за «Брондбю»: автор першого гола фінального матчу ЧЄ-1992 Йон Єнсен, капітан збірної Данії Ларс Ольсен, найкращий воротар світу 1992 і 1993 років Петер Шмейхель, чотириразовий футболіст року в Данії Браян Лаудруп та другий бомбардир турніру Кім Вільфорт.
У 1990 році, під керівництвом колишнього капітана збірної Данії Мортена Ольсена, «Брондбю» дійшов до півфіналу Кубка УЄФА, перед цим вибивши франкфуртський «Айнтрахт», «Баєр 04» та московське «Торпедо». «Брондбю», який показував чудову гру, цілком міг дійти до фіналу турніру. Проте у півфінальному матчі проти «Роми» данці, весь матч маючи перевагу, примудрилися пропустити м'яч на 88-й хвилині від Руді Феллера. Після закінчення сезону 1990/91 лідери «Брондбю» Бент Крістенсен та Петер Шмейхель покинули клуб.
Після реструктуризації клубу в середині 90-х «Брондбю» повернувся на єврокубкову арену тільки в сезоні 1995/96, в якому данський клуб несподівано вибив з Кубка УЄФА іменитий «Ліверпуль», вигравши на «Енфілді» з рахунком 1:0. Єврокубки за всю свою історію:після домашньої поразки 3:1 від «Карлсруе» німецький клуб, за який тоді виступав Томас Хесслер, був битий на «Вільдпарку» з рахунком 5:0. Також «Брондбю» став першим данським клубом, який взяв участь у Лізі чемпіонів – реорганізованому Кубку європейських чемпіонів. У групу данці потрапили разом із «Барселоною», мюнхенською «Баварією» та «Манчестер Юнайтед». Після сенсаційної перемоги над «Баварією» з рахунком 2:1 у першому турі «Брондбю» в 5 турах, що залишилися, пропустив 17 м'ячів і передбачувано не вийшов з групи, посівши останнє 4 місце.

## Стадіон

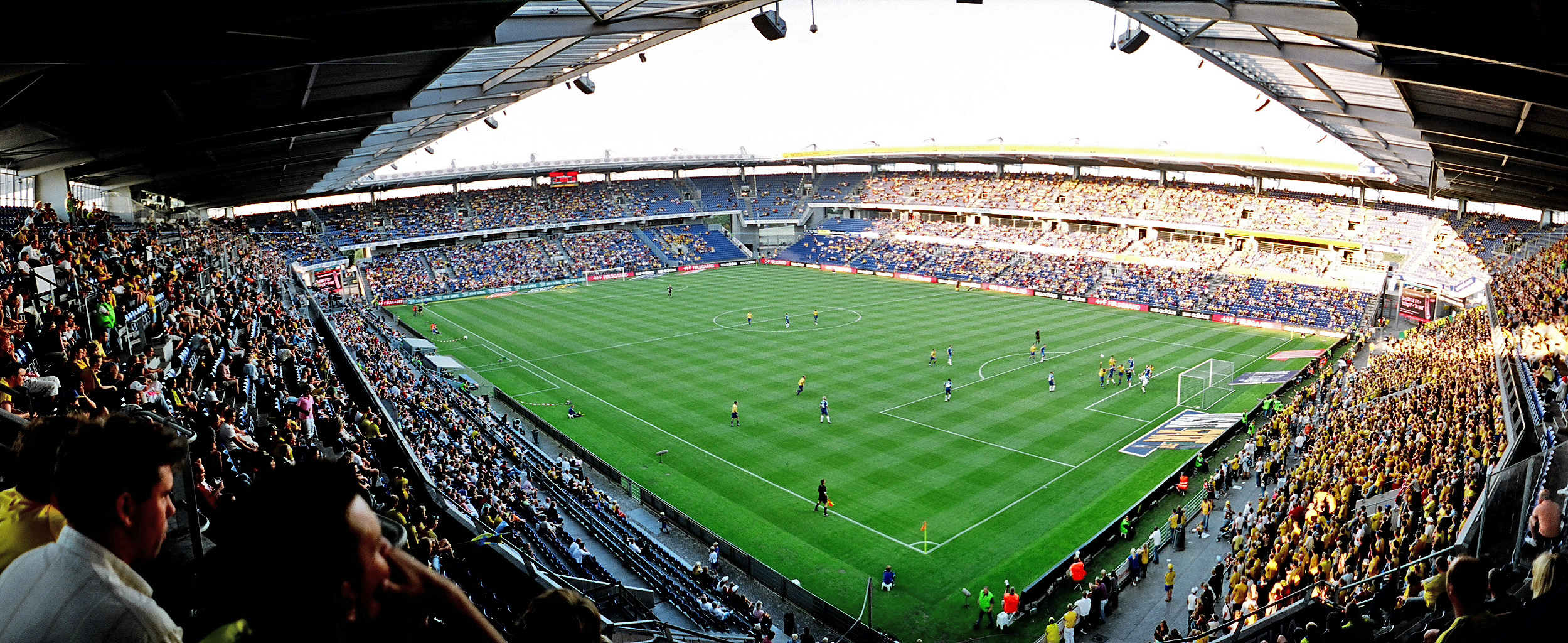
Панорама стадіона «Бродбю» серпень 2006 рік

«Брондбю» проводить свої домашні матчі на однойменному стадіоні, який уболівальники клубу найчастіше називають «Вільфорт Парк», на честь легенди клубу Кіма Вільфорта. Вміщує 29 тисяч глядачів. Є другим за кількістю місць стадіоном у Данії після «Паркену». У перші роки існування клубу матчі проводилися на звичайному полі з легкоатлетичною доріжкою, а до 1978 року було збудовано певну кількість місць, що вміщали 1 200 осіб. У 1982 році місткість стадіону збільшили до 5 000 осіб, а після реконструкції 1989 року, перед виступами в Кубку УЄФА, з поля була прибрана бігова доріжка, а стадіон міг прийняти понад 10 000 глядачів.
Після реконструкції перед матчами Євро-1992 стадіон вміщував уже 22 тисячі вболівальників. У 1998 році муніципалітет Бреннбю після придбання стадіону клубом виділив 23,5 млн. данських крон на генеральну реконструкцію та модернізацію стадіону за тодішніми європейськими мірками. Після модернізації стадіону майже на всіх трибунах були встановлені місця для сидіння, а стадіон став вміщувати 29 000 осіб.

## Основний склад
Станом на 19 квітня 2025

| №  | Поз. | Нац.                 | Гравець              |
| -- | ---- | -------------------- | -------------------- |
| 1  | ВР   | Австрія              | Патрік Пенц          |
| 2  | ЗХ   | Норвегія             | Себастіан Себулонсен |
| 4  | ЗХ   | Данія                | Якоб Расмуссен       |
| 5  | ЗХ   | Данія                | Расмус Лаурітсен     |
| 6  | ПЗ   | Нідерланди           | Стейн Спірінгс       |
| 7  | НП   | Данія                | Ніколай Валлюс       |
| 8  | ПЗ   | Боснія і Герцеговина | Беньямін Тагірович   |
| 10 | ПЗ   | Данія                | Даніель Васс         |
| 11 | НП   | Данія                | Філіп Буннгор        |
| 13 | ВР   | США                  | Гевін Біверс         |
| 16 | ВР   | Данія                | Томас Міккельсен     |

| №  | Поз. | Нац.     | Гравець                                |
| -- | ---- | -------- | -------------------------------------- |
| 17 | НП   | Данія    | Мілета Райович (в оренді з «Вотфорда») |
| 24 | ЗХ   | Хорватія | Марко Дівкович                         |
| 28 | НП   | Японія   | Юіто Сузукі                            |
| 30 | ЗХ   | Бельгія  | Жорді Ванлерберге                      |
| 31 | ЗХ   | Суринам  | Шон Клайбер                            |
| 32 | ЗХ   | Данія    | Фредерик Алвес                         |
| 34 | ЗХ   | Данія    | Людвіг Враа-Єнсен                      |
| 35 | ПЗ   | Данія    | Ноа Нарті                              |
| 36 | НП   | Данія    | Матіас Квістгорден                     |
| 37 | ПЗ   | Данія    | Клемент Бішофф                         |

## Досягнення

Колишній логотип клубу.

- Чемпіон Данії (11): 1985, 1987, 1988, 1990, 1991, 1996, 1997, 1998, 2002, 2005, 2021
- Володар Кубка Данії (7): 1989, 1994, 1998, 2003, 2005, 2008, 2018
- Володар Кубка данської ліги (2): 2005, 2006
- Володар Суперкубка Данії (4): 1994, 1996, 1997, 2002
- Переможець Королівської ліги (1): 2007

Кубок УЄФА:
- Півфіналіст (1): 1990/91
- Чвертьфіналіст (1): 1996/97

## Виступи в єврокубках
| Сезон     | Змагання                     | Раунд   | Клуб                | Вдома        | На виїзді    | Разом        |  |
| --------- | ---------------------------- | ------- | ------------------- | ------------ | ------------ | ------------ |  |
| 1986–87   | Кубок Європейських чемпіонів | 1Р      | Будапешт Гонвед     | 4–1          | 2–2          | 6–3          |  |
| 1986–87   | Кубок Європейських чемпіонів | 2Р      | Динамо Берлін       | 2–1          | 1–1          | 3–2          |  |
| 1986–87   | Кубок Європейських чемпіонів | 1/4     | Порту               | 1–1          | 0–1          | 1–2          |  |
| 1987-88   | Кубок УЄФА                   | 1Р      | Гетеборг            | 2–1          | 0–0          | 2–1          |  |
| 1987-88   | Кубок УЄФА                   | 2Р      | Спортул Студенцеск  | 3–0          | 0–3          | 3–3 (3–0 п)  |  |
| 1988-89   | Кубок Європейських чемпіонів | 1Р      | Брюгге              | 2–1          | 0–1          | 2–2 (г)      |  |
| 1989-90   | Кубок Європейських чемпіонів | 1Р      | Марсель             | 1–1          | 0–3          | 1–4          |  |
| 1990-91   | Кубок УЄФА                   | 1Р      | Айнтрахт Франкфурт  | 5–0          | 1–4          | 6–4          |  |
| 1990-91   | Кубок УЄФА                   | 2Р      | Ференцварош         | 3–0          | 1–0          | 4–0          |  |
| 1990-91   | Кубок УЄФА                   | 3Р      | Баєр 04             | 3–0          | 0–0          | 3–0          |  |
| 1990-91   | Кубок УЄФА                   | 1/4     | Торпедо Москва      | 1–0          | 0–1          | 1–1 (2–4 (п) |  |
| 1990-91   | Кубок УЄФА                   | 1/2     | Рома                | 0–0          | 1–2          | 1–2          |  |
| 1991-92   | Кубок Європейських чемпіонів | 1Р      | Заглембє            | 3–0          | 1–2          | 4–2          |  |
| 1991-92   | Кубок Європейських чемпіонів | 2Р      | Динамо Київ         | 0–1          | 1–1          | 1–2          |  |
| 1993-94   | Кубок УЄФА                   | 1Р      | Данді Юнайтед       | 2–0          | 1–3 (дод.ч.) | 3–3 (г)      |  |
| 1993-94   | Кубок УЄФА                   | 2Р      | Куусюсі             | 3–1          | 4–1          | 7–2          |  |
| 1993-94   | Кубок УЄФА                   | 3Р      | Боруссія Дортмунд   | 1–1          | 0–1          | 1–2          |  |
| 1994–95   | Кубок володарів кубків УЄФА  | 1Р      | Тирана              | 3–0          | 1–0          | 4–0          |  |
| 1994–95   | Кубок володарів кубків УЄФА  | 2Р      | Арсенал Лондон      | 1–2          | 2–2          | 3–4          |  |
| 1995-96   | Кубок УЄФА                   | ПР      | Інкарас             | 3–0          | 3–0          | 6–0          |  |
| 1995-96   | Кубок УЄФА                   | 1Р      | Ліллестрем          | 3–0          | 0–0          | 3–0          |  |
| 1995-96   | Кубок УЄФА                   | 2Р      | Ліверпуль           | 0–0          | 1–0          | 1–0          |  |
| 1995-96   | Кубок УЄФА                   | 3Р      | Рома                | 2–1          | 1–3          | 3–4          |  |
| 1996-97   | Ліга чемпіонів               | 3КР     | Відзев Лодзь        | 3–2          | 1–2          | 4–4 (г)      |  |
| 1996-97   | Кубок УЄФА                   | 1Р      | Арау                | 5–0          | 2–0          | 7–0          |  |
| 1996-97   | Кубок УЄФА                   | 2Р      | Абердин             | 0–0          | 2–0          | 2–0          |  |
| 1996-97   | Кубок УЄФА                   | 3Р      | Карлсруе            | 1–3          | 5–0          | 6–3          |  |
| 1996-97   | Кубок УЄФА                   | 1/4     | Тенерифе            | 0–2 (дод.ч.) | 1–0          | 1–2          |  |
| 1997-98   | Ліга чемпіонів               | 3КР     | Динамо Київ         | 2–4          | 1–0          | 3–4          |  |
| 1997-98   | Кубок УЄФА                   | 1Р      | Ліон                | 2–3          | 1–4          | 3–7          |  |
| 1998-99   | Ліга чемпіонів               | 2КР     | Кошице              | 0–1          | 2–0          | 2–1          |  |
| 1998-99   | Ліга чемпіонів               | Група D | Баварія             | 2–1          | 0–2          | 4-те         |  |
| 1998-99   | Ліга чемпіонів               | Група D | Барселона           | 0–2          | 0–2          | 4-те         |  |
| 1998-99   | Ліга чемпіонів               | Група D | Манчестер Юнайтед   | 2–6          | 0–5          | 4-те         |  |
| 1999-2000 | Ліга чемпіонів               | 2КР     | Слога Югомагнат     | 1–0          | 1–0          | 2–0          |  |
| 1999-2000 | Ліга чемпіонів               | 3КР     | Боавішта            | 1–2          | 2–4 (дод.ч.) | 3–6          |  |
| 1999-2000 | Кубок УЄФА                   | 1Р      | Аміка               | 4–3          | 0–2          | 4–5          |  |
| 2000-01   | Ліга чемпіонів               | 2КР     | КР                  | 3–1          | 0–0          | 3–1          |  |
| 2000-01   | Ліга чемпіонів               | 3КР     | Гамбург             | 0–2          | 0–0          | 0–2          |  |
| 2000-01   | Кубок УЄФА                   | 1Р      | Осієк               | 1–2          | 0–0          | 1–2          |  |
| 2001-02   | Кубок УЄФА                   | КР      | Шелбурн             | 2–0          | 3–0          | 5–0          |  |
| 2001-02   | Кубок УЄФА                   | 1Р      | Олімпія Любляна     | 0–0          | 4–2          | 4–2          |  |
| 2001-02   | Кубок УЄФА                   | 2Р      | Вартекс             | 5–0          | 1–3          | 6–3          |  |
| 2001-02   | Кубок УЄФА                   | 3Р      | Парма               | 0–3          | 1–1          | 1–4          |  |
| 2002-03   | Ліга чемпіонів               | 2КР     | Динамо Тирана       | 1–0          | 4–0          | 5–0          |  |
| 2002-03   | Ліга чемпіонів               | 3КР     | Русенборг           | 2–3          | 0–1          | 2–4          |  |
| 2002-03   | Кубок УЄФА                   | 1Р      | Левські             | 1–1          | 1–4          | 2–5          |  |
| 2003-04   | Кубок УЄФА                   | КР      | Динамо Мінськ       | 3–0          | 2–0          | 5–0          |  |
| 2003-04   | Кубок УЄФА                   | 1Р      | Вікторія Жижков     | 1–0          | 1–0          | 2–0          |  |
| 2003-04   | Кубок УЄФА                   | 2Р      | Шальке 04           | 2–1 (дод.ч.) | 1–2          | 3–3 (3–1 p)  |  |
| 2003-04   | Кубок УЄФА                   | 3Р      | Барселона           | 0–1          | 1–2          | 1–3          |  |
| 2004-05   | Кубок УЄФА                   | 2КР     | Вентспілс           | 1–1          | 0–0          | 1–1 (г)      |  |
| 2005-06   | Ліга чемпіонів               | 2КР     | Динамо Тбілісі      | 3–1          | 2–0          | 5–1          |  |
| 2005-06   | Ліга чемпіонів               | 3КР     | Аякс                | 2–2          | 1–3          | 3–5          |  |
| 2005-06   | Кубок УЄФА                   | 1Р      | Цюрих               | 2–0          | 1–2          | 3–2          |  |
| 2005-06   | Кубок УЄФА                   | Група B | Маккабі Петах-Тіква | 2–0          | ---          | 4-те         |  |
| 2005-06   | Кубок УЄФА                   | Група B | Локомотив Москва    | ---          | 2–4          | 4-те         |  |
| 2005-06   | Кубок УЄФА                   | Група B | Еспаньйол           | 1–1          | ---          | 4-те         |  |
| 2005-06   | Кубок УЄФА                   | Група B | Палермо             | ---          | 0–3          | ---          |  |
| 2006-07   | Кубок УЄФА                   | 1КР     | Валюр               | 3–1          | 0–0          | 3–1          |  |
| 2006-07   | Кубок УЄФА                   | 2КР     | Флора               | 0–0          | 4–0          | 4–0          |  |
| 2006-07   | Кубок УЄФА                   | 1Р      | Айнтрахт Франкфурт  | 2–2          | 0–4          | 2–6          |  |
| 2008-09   | Кубок УЄФА                   | 1КР     | Б36 Торсгавн        | 1–0          | 2–0          | 3–0          |  |
| 2008-09   | Кубок УЄФА                   | 2КР     | Гака                | 2–0          | 4–0          | 6–0          |  |
| 2008-09   | Кубок УЄФА                   | 1Р      | Русенборг           | 1–2          | 2–3          | 3–5          |  |
| 2009–10   | Ліга Європи                  | 2КР     | Флора               | 0–1          | 4–1          | 4–2          |  |
| 2009–10   | Ліга Європи                  | 3КР     | Легія               | 1–1          | 2–2          | 3–3 (г)      |  |
| 2009–10   | Ліга Європи                  | ПО      | Герта               | 2–1          | 1–3          | 3–4          |  |
| 2010–11   | Ліга Європи                  | 2КР     | Вадуц               | 3–0          | 0–0          | 3–0          |  |
| 2010–11   | Ліга Європи                  | 3КР     | Будучност           | 1–0          | 2–1          | 3–1          |  |
| 2010–11   | Ліга Європи                  | ПО      | Спортінг            | 0–3          | 2–0          | 2–3          |  |
| 2011–12   | Ліга Європи                  | 3КР     | Рід                 | 4–2          | 0–2          | 4–4 (г)      |  |
| 2014–15   | Ліга Європи                  | 3КР     | Брюгге              | 0–2          | 0–3          | 0–5          |  |
| 2015–16   | Ліга Європи                  | 1КР     | Ювенес-Догана       | 9–0          | 2–0          | 11–0         |  |
| 2015–16   | Ліга Європи                  | 2КР     | Бероє               | 0–0          | 1–0          | 1–0          |  |
| 2015–16   | Ліга Європи                  | 3КР     | Омонія              | 0–0          | 2–2          | 2–2 (г)      |  |
| 2015–16   | Ліга Європи                  | ПО      | ПАОК                | 1–1          | 0–5          | 1–6          |  |
| 2016–17   | Ліга Європи                  | 1КР     | Валюр               | 6–0          | 4–1          | 10–1         |  |
| 2016–17   | Ліга Європи                  | 2КР     | Гіберніан           | 0–1 (дод.ч.) | 1–0          | 1–1 (5–3 п)  |  |
| 2016–17   | Ліга Європи                  | 3КР     | Герта               | 3–1          | 0–1          | 3–2          |  |
| 2016–17   | Ліга Європи                  | ПО      | Панатінаїкос        | 1–1          | 0–3          | 1–4          |  |
| 2017–18   | Ліга Європи                  | 2КР     | ВПС                 | 2–0          | 1–2          | 3–2          |  |
| 2017–18   | Ліга Європи                  | 3КР     | Хайдук Спліт        | 0–0          | 0–2          | 0–2          |  |
| 2018–19   | Ліга Європи                  | 3КР     | Спартак Суботиця    | 2–1          | 2–0          | 4–1          |  |
| 2018–19   | Ліга Європи                  | ПО      | Генк                | 2–5          | 2–4          | 4–9          |  |
| 2019–20   | Ліга Європи                  | 1КР     | Інтер Турку         | 4–1          | 0–2          | 4–3          |  |
| 2019–20   | Ліга Європи                  | 2КР     | Лехія Гданськ       | 4–1 (дод.ч.) | 1–2          | 5–3          |  |
| 2019–20   | Ліга Європи                  | 3КР     | Брага               | 2–4          | 1–3          | 3–7          |  |
| 2021–22   | Ліга чемпіонів               | ПО      | Ред Булл Зальцбург  | 1–2          | 1–2          | 2–4          |  |
| 2021–22   | Ліга Європи                  | Група A | Ліон                | 1–3          | 0–3          | 4-те         |  |
| 2021–22   | Ліга Європи                  | Група A | Рейнджерс           | 1–1          | 0–2          | 4-те         |  |
| 2021–22   | Ліга Європи                  | Група A | Спарта Прага        | 0–0          | 0–2          | 4-те         |  |
| 2022–23   | Ліга конференцій             | 2КР     | Погонь Щецин        | 4–0          | 1–1          | 5–1          |  |
| 2022–23   | Ліга конференцій             | 3КР     | Базель              | 1–0          | 1–2 (дод.ч.) | 2–2 (1–3 п)  |  |
| 2024–25   | Ліга конференцій             | 2КР     | Ллапі               | 6–0          | 2–2          | 8–2          |  |
| 2024–25   | Ліга конференцій             | 3КР     | Легія Варшава       | 2–3          | 1–1          | 3–4          |  |
| 2025–26   | Ліга конференцій             | 2КР     | ГБ                  | 1–0          | 1–1          | 2–1          |  |
| 2025–26   | Ліга конференцій             | 3КР     | Вікінгур            | 4–0          | 0–3          | 4–3          |  |
| 2025–26   | Ліга конференцій             | ПО      | Страсбур            |              |              |              |  |